# ناحیه برابری، شهرستان رد لیک، مینه سوتا
ناحیه برابری (به انگلیسی: Equality Township) یک منطقهٔ مسکونی در ایالات متحده آمریکا است که در شهرستان رد لیک، مینه‌سوتا واقع شده‌است.
 ناحیه برابری ۱۲۳٫۶ کیلومتر مربع مساحت و ۱۲۳ نفر جمعیت دارد و ۳۵۴ متر بالاتر از سطح دریا واقع شده‌است.